# Tweede Kamerverkiezingen 2017/Kandidatenlijst/Piratenpartij

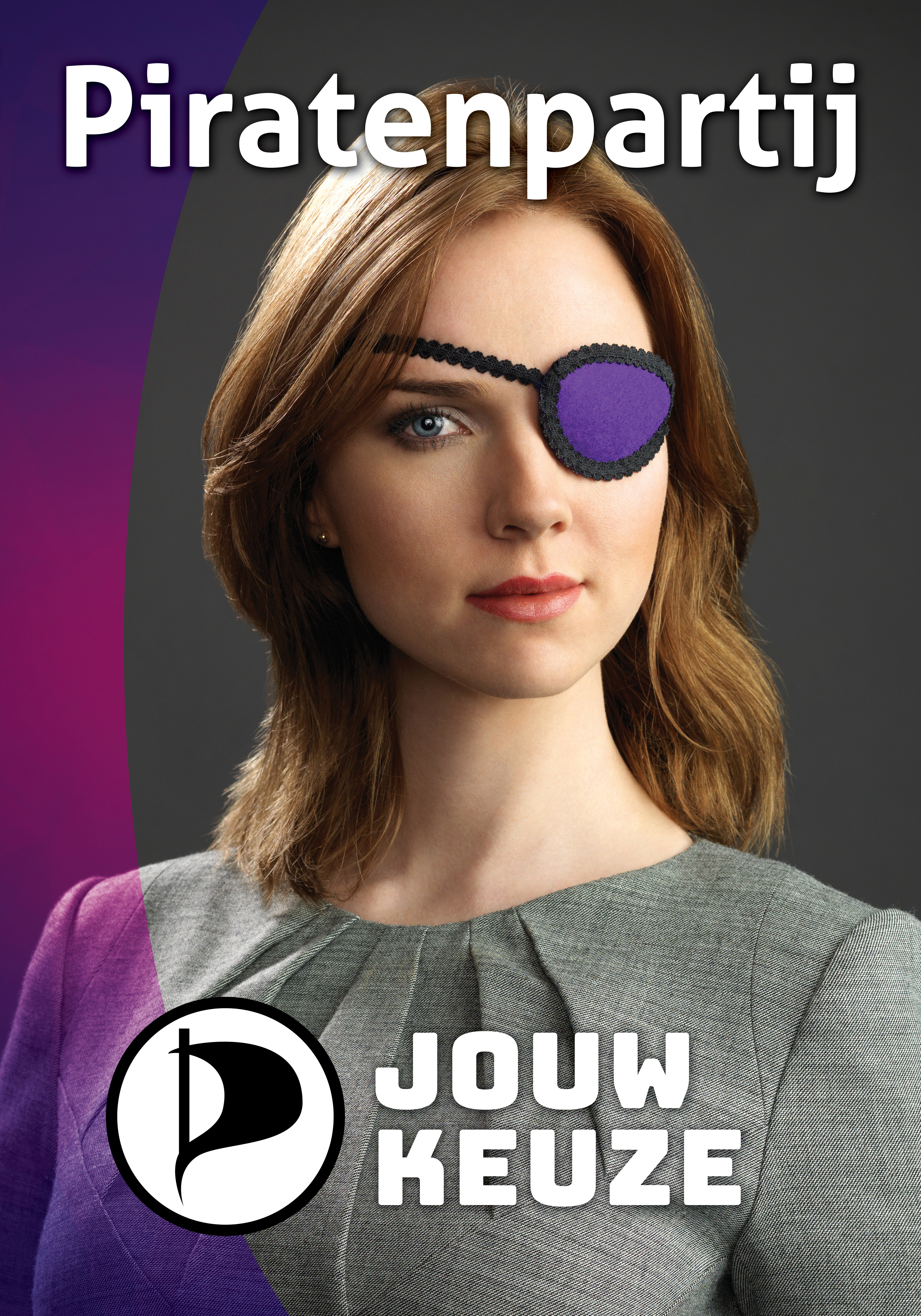
Verkiezingsposter Piratenpartij

Dit is de lijst van kandidaten van de Piratenpartij voor de Nederlandse Tweede Kamerverkiezingen van 15 maart 2017, zoals deze op 3 februari 2017 werd vastgesteld door de Kiesraad.

## Achtergrond
Op het Piratencongres van 15 en 16 oktober 2016 kozen de leden van de Piratenpartij hun kandidaten voor de Tweede Kamerverkiezingen. De Kiesraad verklaarde op 3 februari 2017 de lijst ongeldig in kieskring 20 (Caribisch Nederland). De lijsttrekker werd Ancilla van de Leest.

## De lijst
- vet: verkozen
- cursief: voorkeursdrempel overschreden

1. Ancilla van de Leest – 30.114
2. Matthijs Pontier – 1.279
3. Rico Brouwer – 390
4. Alex Straver – 190
5. Petra Downs-Hovestadt – 532
6. Tjerk Feitsma – 80
7. Maarten Lensink – 81
8. Lars Janssen – 72
9. Bob Sikkema – 89
10. Michiel Dulfer – 222
11. Rogier Huurman – 95
12. Bas Dieleman – 226
13. Gijs Peskens – 81
14. Wiel Maessen – 53
15. Dylan Hallegraeff – 126
16. Joran de Jong – 54
17. Janmaarten Batstra – 107
18. Vincent van der Velde – 80
19. Frank Wijnans – 52
20. Leo van Oudheusden – 121
21. Gertjan Kleinpaste – 67
22. Melvin Stubbe – 70
23. Dave Borghuis ook genaamd op de Borg – 168
24. Ronald Schönberger – 46
25. Erik van Luxzenburg – 67
26. Uzi Bouyaara – 60
27. Wim van den Dool – 41
28. Ewoud Hofman – 89
29. Jelle Dirk Pasterkamp – 27
30. Martin van Vuuren – 37
31. Arne Biesma – 19
32. Teun Gautier – 19
33. Loulou van Ravensteijn – 113
34. Floor Ziegler – 136
35. Tommy Ventevogel – 51
36. Khalid Ahmed Chaudry – 90
37. Dirk Poot – 334

VVD · PvdA · PVV · SP · CDA · D66 · ChristenUnie · GroenLinks · SGP · Partij voor de Dieren · 50PLUS · OndernemersPartij · VNL · DENK · Nieuwe Wegen · Forum voor Democratie · De Burger Beweging · Vrijzinnige Partij · GeenPeil · Piratenpartij · Artikel 1 · Niet Stemmers · Libertarische Partij · Lokaal in de Kamer · Jezus Leeft · StemNL · Mens en Spirit/Basisinkomen Partij/V-R · Vrije Democratische Partij
2010 · 2012 ·
2017 · 2021 · 2023